# 郝柏村內閣
郝柏村內閣，（1990年6月1日－1993年2月27日），稱為「治安內閣」，時任中華民國行政院院長郝柏村是中華民國陸軍一級上將出身，曾經直接下令要求時任臺灣警備總司令部總司令周仲南二級上將動用中華民國國軍部隊掃蕩臺灣黑幫，作風強硬，引發許多爭議。由於郝柏村為時任中華民國總統李登輝所提拔，因此也被稱為「李郝體制」。
總統李登輝希望以行政院院長郝柏村來提升治安，曾稱與郝柏村「肝膽相照」。

## 背景

### 組成
1990年5月初，時任行政院院長李煥確定請辭閣揆，而下任閣揆名單紛紛引起外界媒體猜測，然而在5月2日從執政黨（中國國民黨）內部消息傳出總統李登輝將任命時任國防部部長郝柏村繼任閣揆的消息，消息一出立刻引起外界嘩然，由於郝的軍人身分，引起部份臺灣媒體對其軍人身份的撻伐。
當時《首都早報》即在同年5月3日以斗大頭版「幹！反對軍人組閣」為題，而《自立晚報》也在1990年5月3日的社論中，貼出「無言」二字為社論；作家苦苓（王裕仁）也在《自立晚報》的專欄中以「國之將亡，必有妖孽」為由宣佈「停筆七七四十九天」。1990年5月19日學運力量及「全民反軍人干政聯盟」更發起「520反對軍人組閣行動」，「重返」中正紀念堂抗議。
最後在民主進步黨強烈杯葛下，郝柏村仍獲得以國民黨為多數的立法院表決同意，於6月1日正式就任行政院院長。

### 爭議
行政院院長郝柏村在任內多次違反體制在行政院召開軍事會議，遭立法委員葉菊蘭揭發。同情郝柏村的人認為葉菊蘭的資料是總統李登輝辦公室主任蘇志誠所提供。然而總統李登輝對此否認，認為應是國防部所提供。:96

### 辭職
1992年立委選舉後，總統李登輝以「建立行政院向立法院負責」為由，要求行政院院長郝柏村辭職，而郝柏村本人堅持由國民黨中央常務委員會通過才辭職，雙方相峙不下，直至1993年初國民大會閉幕時，民進黨的國民大會代表與一些國民黨主流派的國民大會代表們大聲疾呼郝柏村下台，郝柏村不甘受辱，在高呼「中華民國萬歲，消滅臺獨」後宣布辭職。

## 內閣成員
- 行政院院長：郝柏村（ 中國國民黨）
- 行政院秘書長：王昭明（ 中國國民黨）
- 行政院副秘書長：施啟揚（ 中國國民黨）
- 不管部會政務委員：詳見中華民國政務委員列表
- 臺灣省主席：連戰（ 中國國民黨）
- 內政部部長：許水德（ 中國國民黨）→ 吳伯雄（ 中國國民黨）
- 外交部部長：錢復（ 中國國民黨）
- 國防部部長：陳履安（ 中國國民黨）
- 教育部部長：毛高文（ 中國國民黨）
- 法務部部長：呂有文（ 中國國民黨）
- 財政部部長：王建煊（ 中國國民黨）→ 白培英
- 經濟部部長：蕭萬長（ 中國國民黨）
- 行政院經濟建設委員會主任委員：郭婉容（ 中國國民黨）
- 交通部部長：張建邦（ 中國國民黨）→馬鎮方（次長代理）→ 簡又新（ 中國國民黨）
- 蒙藏委員會委員長：吳化鵬（ 中國國民黨）
- 僑務委員會委員長：曾廣順（ 中國國民黨）
- 行政院新聞局局長：邵玉銘（ 中國國民黨）→胡志強（ 中國國民黨）
- 行政院主計處主計長：于建民（ 中國國民黨）
- 行政院人事行政局局長：卜達海（ 中國國民黨）
- 行政院勞工委員會主任委員：趙守博（ 中國國民黨）
- 行政院環境保護署署長：簡又新（ 中國國民黨）→ 趙少康（ 中國國民黨）→ 陳龍吉（副署長代理）→ 張隆盛（ 中國國民黨）
- 行政院衛生署署長：張博雅
- 行政院大陸委員會主任委員：施啟揚（ 中國國民黨）→ 黃昆輝（ 中國國民黨）
- 行政院國軍退除役官兵輔導委員會主任委員：許歷農（ 中國國民黨）
- 行政院文化建設委員會主任委員：郭為藩（ 中國國民黨）
- 行政院農業委員會主任委員：余玉賢（ 中國國民黨）→ 孫明賢（ 中國國民黨）
- 行政院青年輔導委員會主任委員：蔣家興
- 行政院研究發展考核委員會主任委員：馬英九（ 中國國民黨）→ 孫德雄
- 行政院國家科學委員會主任委員：夏漢民（ 中國國民黨）
- 行政院原子能委員會主任委員：許冀云
- 中央銀行總裁：謝森中
- 國立故宮博物院院長：秦孝儀（ 中國國民黨）